# Kemperhof
Der Kemperhof ist ein Krankenhaus in Koblenz.
Das 1805 in einem ehemaligen Franziskanerkloster gegründete Krankenhaus befindet sich seit 1923 im Stadtteil Moselweiß in der Koblenzer Straße 115–155 und verfügt über 15 Kliniken und 12 zertifizierte Einheiten mit insgesamt 504 Betten. Es beschäftigt etwa 970 Mitarbeiter. Im Jahr werden ca. 23.200 Patienten stationär (inkl. teilstationär) und 49.300 ambulant (inkl. ambulante OP) behandelt. Mit einem Rettungshubschrauber transportierte Notfallpatienten können über einen Hubschrauberlandeplatz vor dem Krankenhaus schnell eingeliefert werden. Der Kemperhof ist Teil des Gemeinschaftsklinikums Mittelrhein, ein 2014 gegründeter Klinikverbund der Maximalversorgung.

## Geschichte

### Anfänge als Bürgerhospital

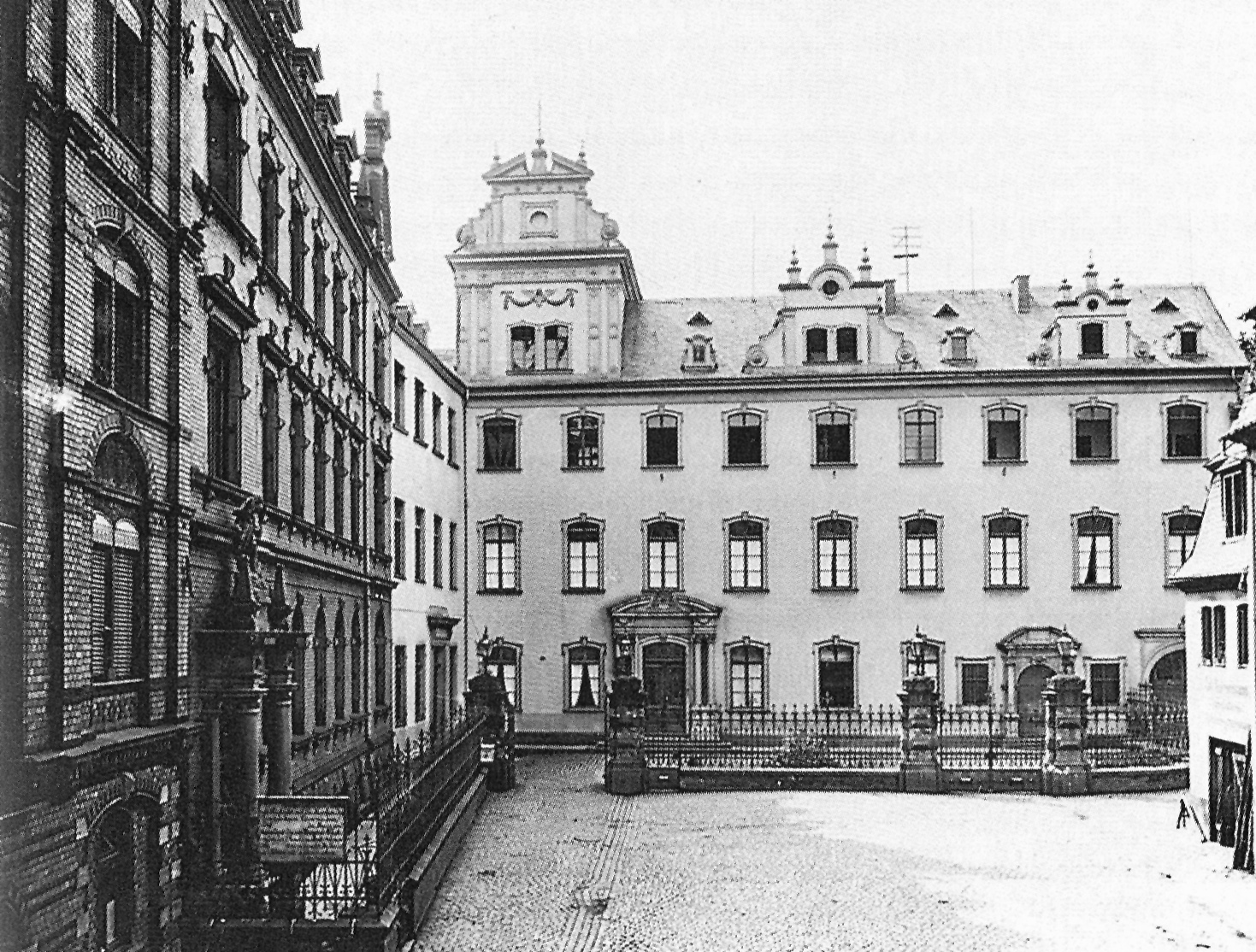
Das alte Bürgerhospital in der Altstadt, vormals Franziskanerkloster, um 1900

Die Anfänge eines größeren Krankenhauses in Koblenz gehen auf ein Dekret Kaiser Napoleon I. vom 1. Oktober 1804 zurück. Bis dahin gab es in der Stadt nur eine Vielzahl von kleineren Hospitälern und Wohltätigkeitsanstalten. Die älteste Krankenpflegeeinrichtung war das Nikolaus-Hospital des Stifts St. Florin von 1110. Danach folgte die Gründung eines Hospitals des Deutschen Ritterordens neben der Kastorkirche. Spätere Trierer Kurfürsten, zuletzt Clemens Wenzeslaus, versuchten die einzelnen Hospitäler zu einem großen Krankenhaus zusammenzuführen, was aber immer wieder scheiterte.
Der Präfekt des Département de Rhin-et-Moselle Adrien de Lezay-Marnésia war es schließlich, der das Dekret Napoleons zum Bau eines größeren Krankenhauses ausführte. Am 13. November 1805 erfolgte ein Ausführungs-Dekret des Kaisers. Das neue Hospital mit dem Namen „Hospice spécialement destiné au traitement des blessés et des maladies curables“ (Hospital für Verwundete und heilbare Kranke) entstand im Gebäude des 1802 säkularisierten Franziskanerklosters in der Kastorstraße mit zunächst 20 Betten. In der ersten Zeit war es jedoch eher ein Militärlazarett. Es wurde schrittweise vergrößert und umgebaut, vor allem nach Räumung des Lazaretts 1825 und Übergabe an die Genossenschaft der Barmherzigen Schwestern des hl. Borromäus.
Am 1. Juli 1871 ging die Verwaltung aufgrund eines Bundesgesetzes auf die Stadtverwaltung über. Das ging mit erneuten Umbauten und Erweiterungen des nun „Bürgerhospital Koblenz“ heißenden Krankenhauses einher. Als 1882 in Koblenz die Pocken ausgebrochen waren, gab es in dem Hospital keine Möglichkeit mehr, die Pockenkranken abzusondern. Man baute deswegen auf dem Moselweißer Feld Holzbaracken auf. Die neue äußere Station wurde im Juli 1883 ausgebaut und es entstanden 70 normale Betten, 40 Betten für Epidemiepatienten und 6 Kinderbetten.

### Umzug in den Kemperhof

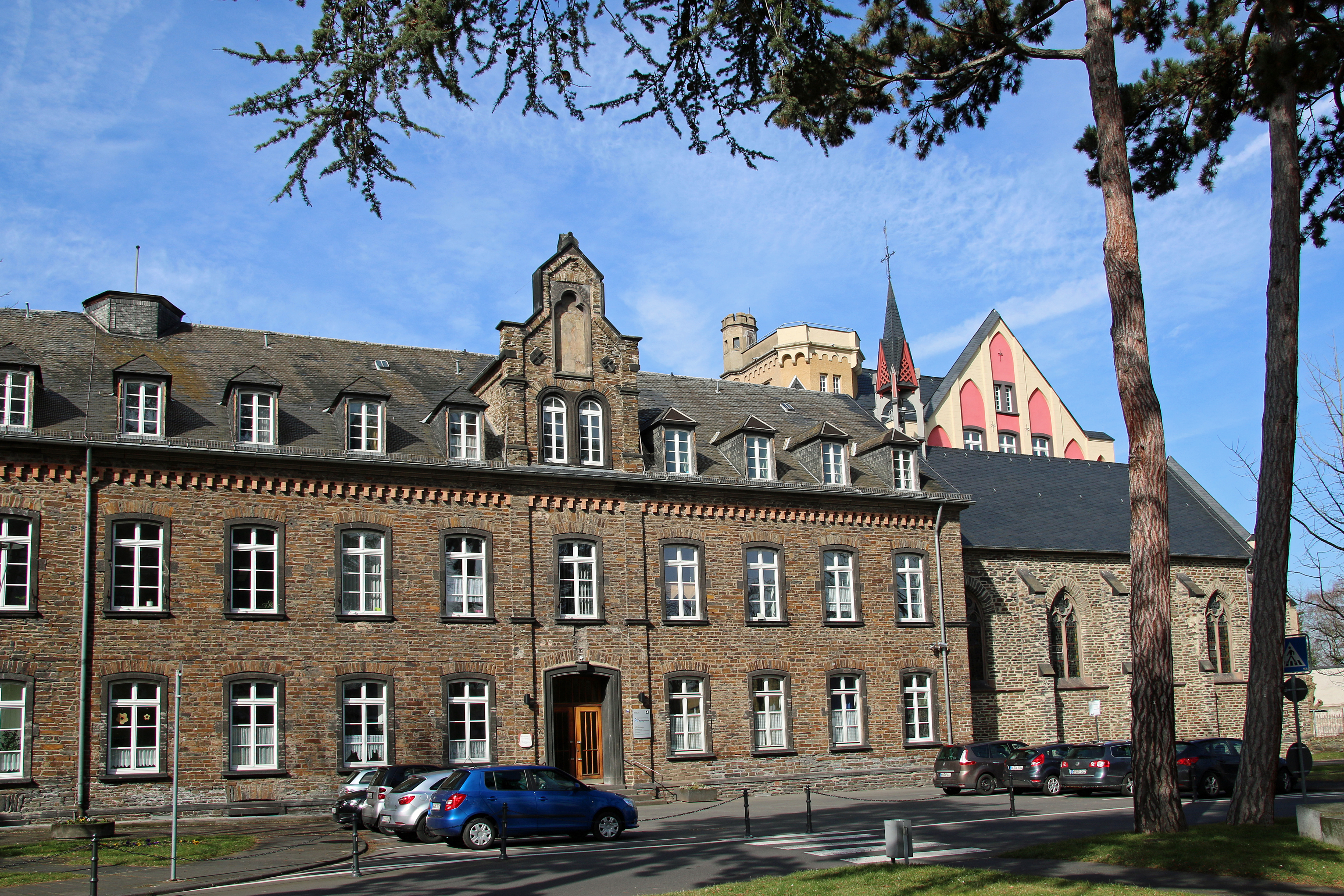
Der Altbau des Kemperhofs von 1851 mit der Kapelle St. Josef (rechts)

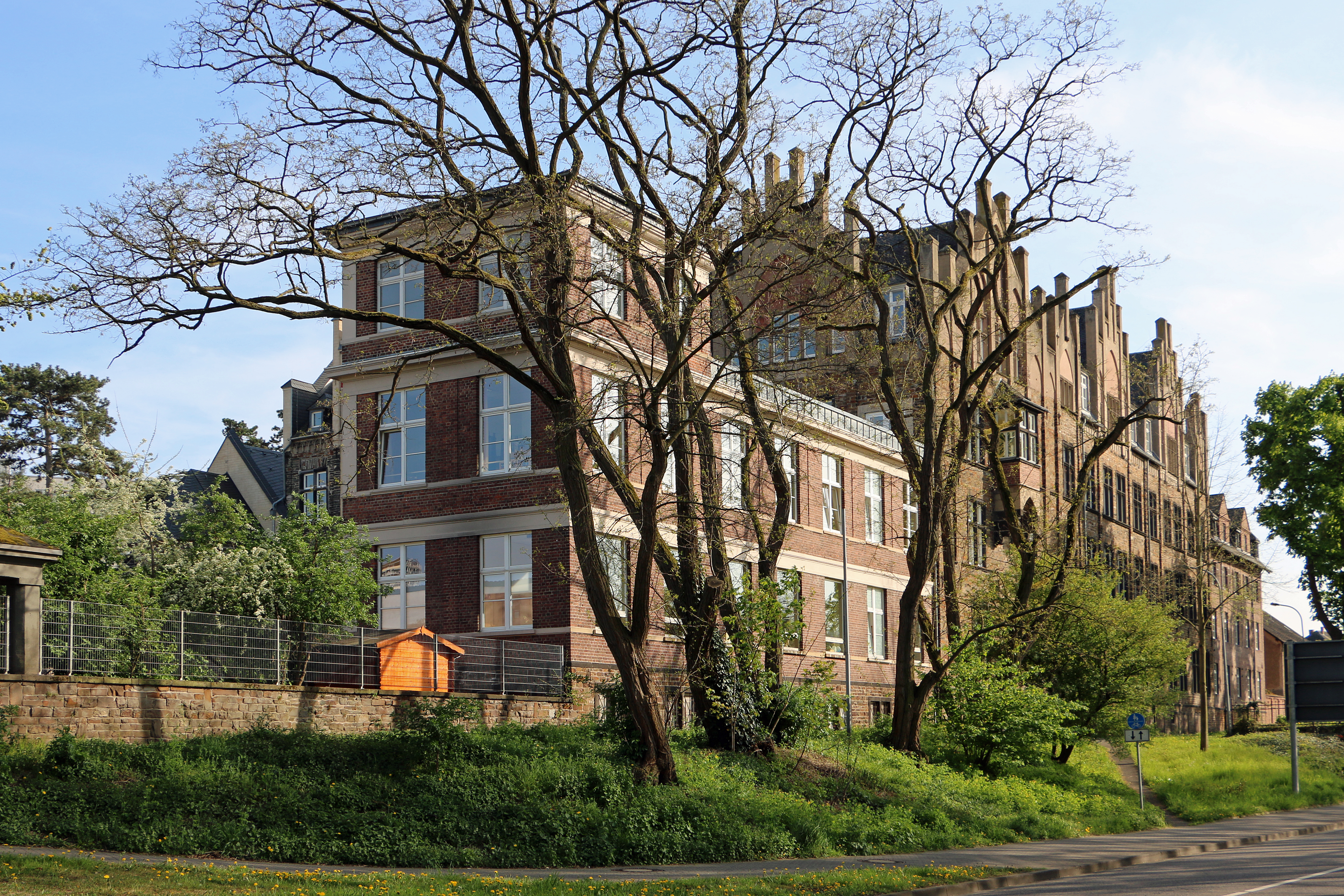
Die weiteren Anbauten des alten Kemperhofs auf der Moselseite

Nach dem Ersten Weltkrieg genügte das alte Hospital in der Kastorstraße nicht mehr den Anforderungen, zudem wurde es immer wieder vom Hochwasser heimgesucht. Der Stadtrat beschloss deswegen am 28. Februar 1921 auf Betreiben von Oberbürgermeister Karl Russell den Ankauf des „Kemperhofs“, eines Zisterzienser-Hauses in Moselweiß. Das „Camperhof“ genannte Hofgut gehörte seit 1200 zur Abtei Camp bei Kamp-Lintfort und wurde 1355 den Kartäusern verkauft. Nach der Säkularisation errichtete der Männerorden der Zisterzienser auf dem ehemaligen Hofgut 1851 ein Waisenhaus und eine Schule nach Plänen des Koblenzer Baumeister Adolf Osterhaus. Die Kapelle St. Josef wurde 1860–1861 an der Nordostseite angebaut. Sie diente zunächst als Waisenhauskapelle und von 1923 bis 1973 den hier als Krankenschwestern arbeitenden Borromäerinnen. In den 1870er und 1880er Jahren erhielt der Komplex weitere Anbauten. In diesem Gebäudekomplex entstand nun von 1921 bis 1923 ein großes Krankenhaus; die Einweihung fand am 5. Mai 1923 statt, zusätzlich kamen weitere Anbauten auf der Moselseite hinzu. Das alte Bürgerhospital in der Altstadt diente fortan als Altersheim und wurde 1944 weitgehend zerstört, die Ruinen später abgerissen.
Im Zweiten Weltkrieg wurde der Kemperhof bei Luftangriffen mehrmals getroffen. Er blieb aber bis zum Schluss das einzig funktionierende Krankenhaus der Stadt. Dazu wurden 1943 und 1944 zwei Bunkeranlagen erbaut, die bis heute erhalten sind. Der erste Nachkriegs-Oberbürgermeister Franz Lanters hielt sich gegen Ende des Krieges im Ostbunker des Kemperhofs auf, wo er sich einer Augenoperation unterzogen hatte. In fließendem Englisch trat er im März 1945 amerikanischen Soldaten gegenüber und bat sie, die vier Koblenzer Krankenhäuser zu schützen sowie den Rest der Stadt zu schonen. Zusammen mit anderen Personen rief er von hier die in Koblenz verbliebenen deutschen Soldaten zur Aufgabe der Kampfhandlungen auf. Nach dem Krieg wurde der Altbau des Kemperhofs bis 1949 wiederaufgebaut.

### Neubau und Klinikfusion

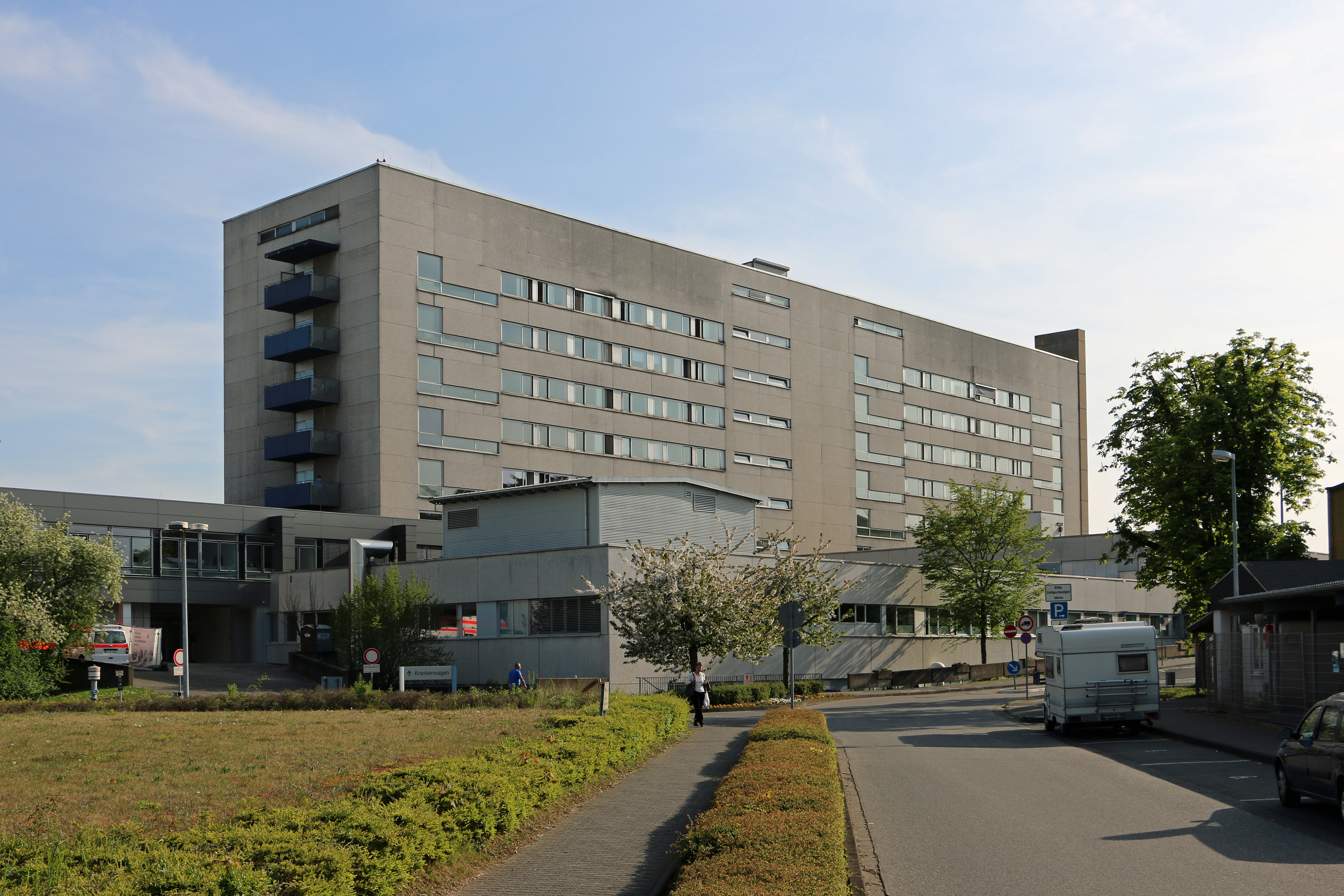
Der Neubau des Kemperhofs in Koblenz-Moselweiß

Das heutige moderne Klinikum-Gebäude entstand zwischen 1968 und 1973 auf dem Vorgelände des alten Kemperhofs. Die Einweihung fand am 1. Juli 1973 statt. In der Folgezeit wurde das Krankenhaus weiter ausgebaut, so wurde zuletzt 1998 ein Bau mit neuen Operationssälen fertiggestellt. Im Altbau ist nun die Verwaltung und Geschäftsführung sowie eine Krankenpflegeschule untergebracht.
Am 19. Juli 2005 schloss sich der Kemperhof mit dem Krankenhaus St. Elisabeth in Mayen zum „Gemeinschaftsklinikum Kemperhof Koblenz – St. Elisabeth Mayen“ zusammen. Der Klinikverbund wurde 2014 um das Evangelische Stift St. Martin in Koblenz, das Hospital zum Heiligen Geist in Boppard und das Paulinenstift in Nastätten erweitert. Der neue und größere Klinikverbund trägt den Namen Gemeinschaftsklinikum Mittelrhein.
Der Kemperhof ist heute Sitz der Geschäftsführung sowie wesentlicher zentraler Verwaltungsabteilungen des Gesamtkonzerns.
Im Jahr 2017 konkretisierten sich die Planungen der Geschäftsführung sowie der Gesellschafter, den zweiten Klinikstandort in Koblenz, das Evangelische Stift St. Martin, mittelfristig aufzugeben und alle Abteilungen aus wirtschaftlichen Gründen am Standort Kemperhof zusammenzulegen. Voraussetzung hierfür sollen eine entsprechende finanzielle Unterstützung des Landes Rheinland-Pfalz bei den notwendigen Baumaßnahmen sowie ein Nachnutzungskonzept für den bisherigen Standort sein.

## Medizinische Abteilungen
Das Krankenhaus verfügt über die folgenden Kliniken:
- Innere Medizin – Kardiologie
- Innere Medizin - Gastroenterologie, Gastroenterologische Tumortherapie und Diabetologie
- Innere Medizin – Nephrologie, Infektiologie
- Allgemein- und Viszeralchirurgie
- Orthopädie, Unfallchirurgie
- Neurochirurgie
- Gefäßchirurgie und Phlebologie
- Urologie, Uro-Onkologie und Kinderurologie
- Frauenheilkunde und Geburtshilfe
- Kinder- und Jugendmedizin
- Pädiatrische Hämatologie und Onkologie
- Anästhesie, Notfall- und Schmerzmedizin
- Intensivmedizin
- Diagnostische und Interventionelle Radiologie
- Radioonkologie und Strahlentherapie

Daneben existieren die folgende Zentren und Einheiten:
- Chest Pain Unit (Brustschmerzeinheit)
- Onkologisches Zentrum Koblenz-Mittelrhein
- Zentrum für Infektiologie (DGI)
- Adipositaszentrum Mittelrhein
- Viszeralonkologisches Zentrum Kemperhof Koblenz
- Darmkrebszentrum Kemperhof Koblenz
- Regionales Traumazentrum
- Gefäßzentrum Mittelrhein
- Prostatakrebszentrum
- Zentrum für Robotische Chirurgie
- Gynäkologisches Krebszentrum
- Brustzentrum Kemperhof Koblenz & St. Elisabeth Mayen
- Diabeteszentrum für Kinder und Jugendliche
- Epilepsie-Ambulanz für Kinder- und Jugendliche
- Mukoviszidose-Einrichtung für die Versorgung von Kindern und Jugendlichen
- Perinatalzentrum Level-1
- Zentrum für Kinderhämatologie
- Angehörigenfreundliche Intensivstation
- Ambulantes OP-Zentrum

## Altbau und Kapelle des Kemperhofs
Der Altbau des Kemperhofs (50° 21′ 23″ N, 7° 33′ 48,7″ O) liegt auf der Nordwestseite des heutigen Klinikareals. Der zweigeschossige Bau aus Bruchstein auf der Ostseite ist der älteste Teil. Er ist mit stichbogigen Gewänden aus Basalt, Friesen aus Backstein unter der Traufe und einem Zwerchhaus über dem Eingang gegliedert.
Die Kapelle St. Josef ist ein langer Saalbau zu vier Achsen mit abschließendem 5/8-Chor. Der unverputzte Bruchsteinbau besitzt getreppte Strebepfeiler und zweibahnige Maßwerkfenster mit Vierpassabschluss. Der Dachstuhl samt Dachreiter musste nach dem Brand vom 11. September 2008 erneuert werden. Im Inneren ist die Kapelle rippengewölbt und besitzt eine Orgelempore mit einer Orgel samt neugotischem Prospekt. Von der Ausstattung sind eine Kreuzigungsgruppe über dem Altar, eine Kopie des Kruzifix aus St. Gereon in Köln, eine Muttergottes mit Kind (18. Jahrhundert) am rechten Chorbogen und eine historisierende Josefstatue des Koblenzer Bildhauers Helwegen von 1926 erhalten.

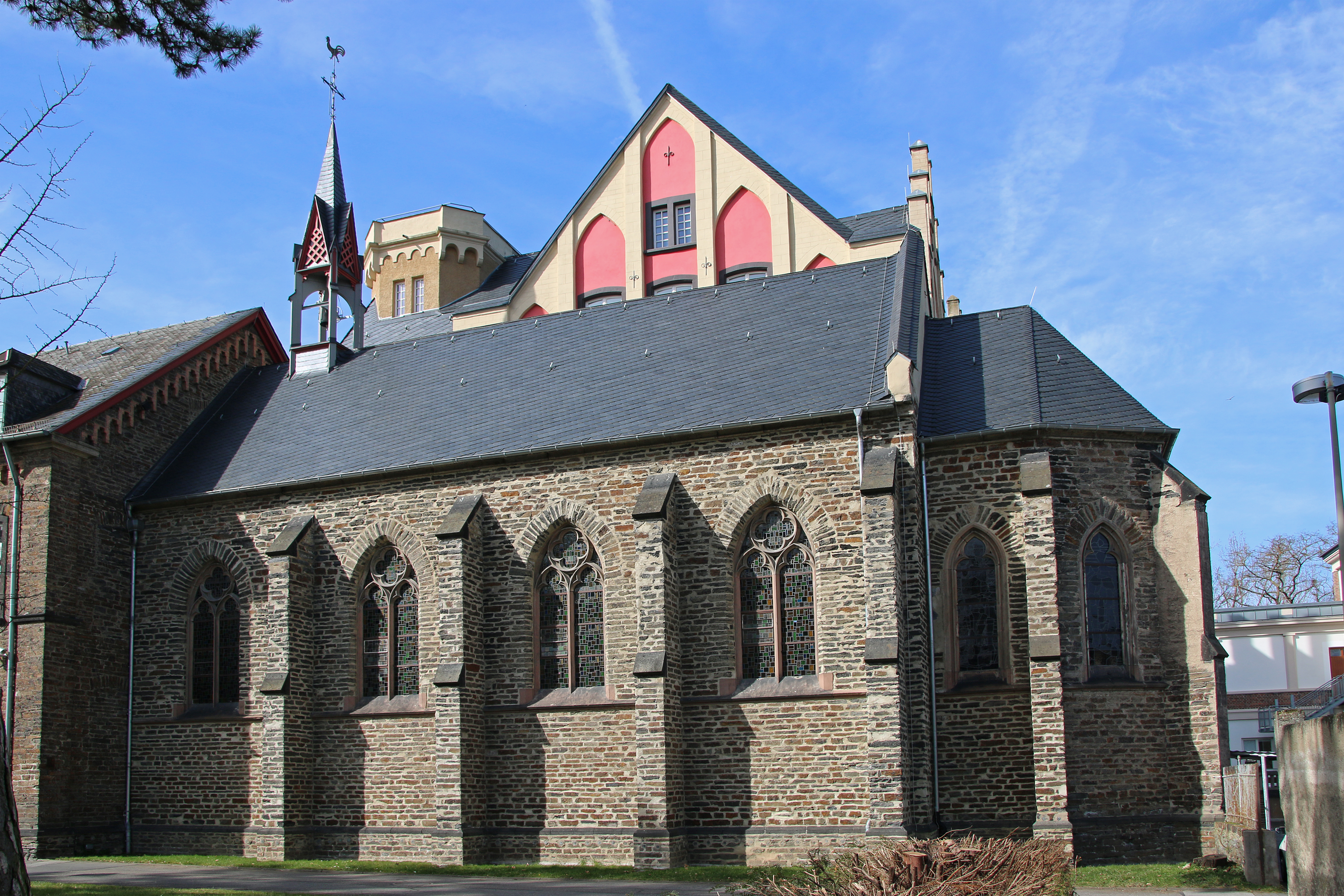
Die Kapelle St. Josef rechts neben dem Altbau von 1851
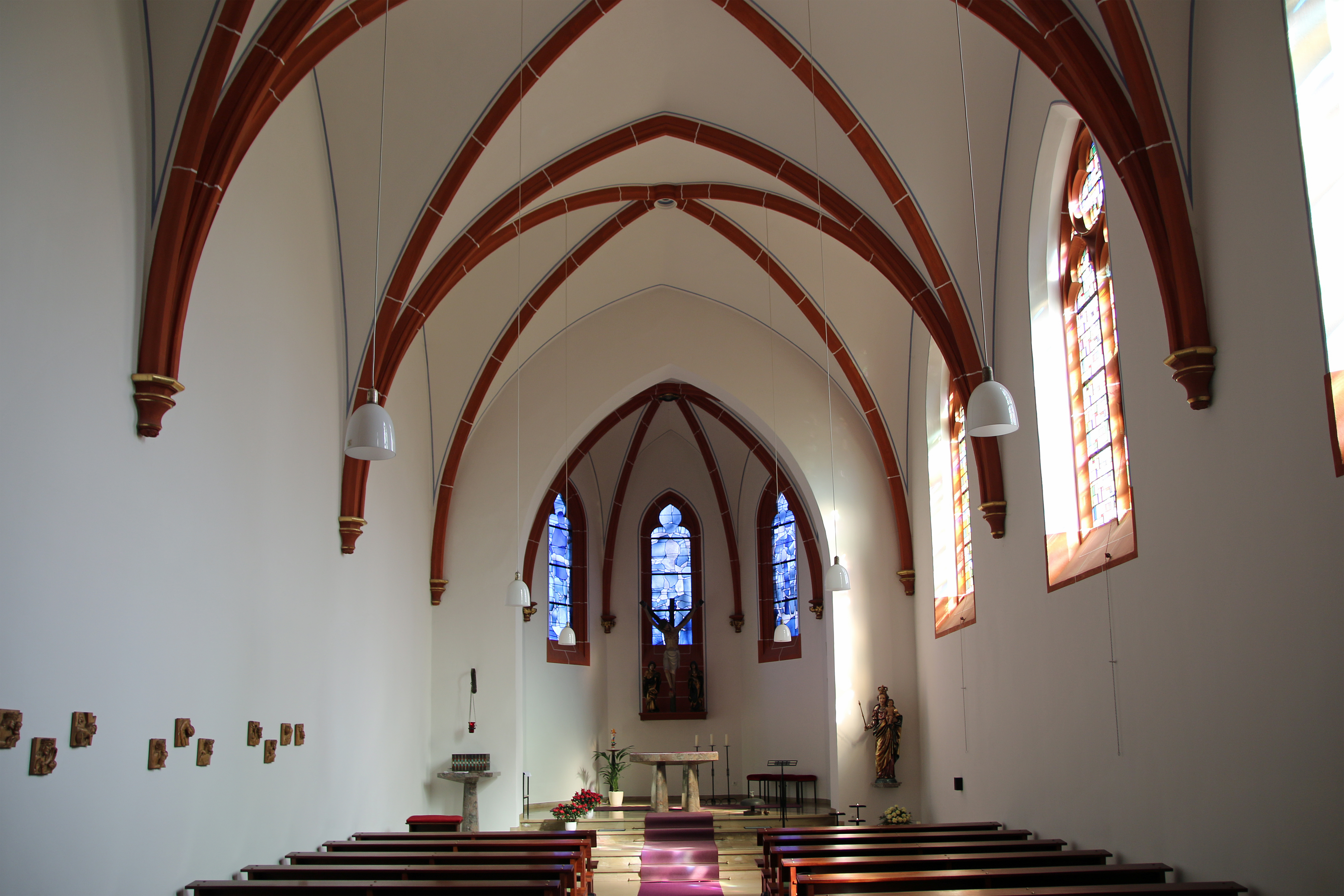
Der Innenraum der Kapelle St. Josef
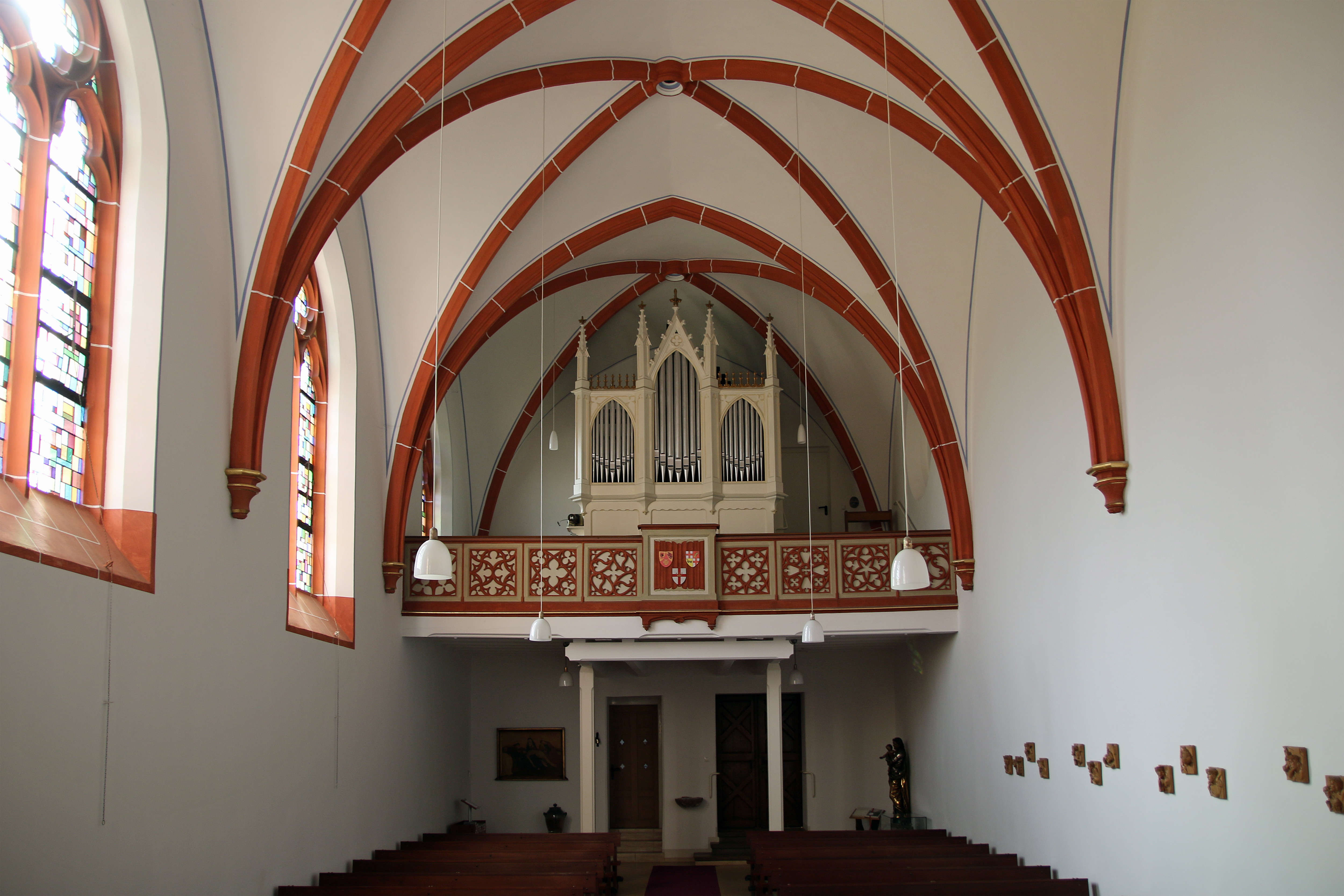
Der Innenraum mit der Orgel
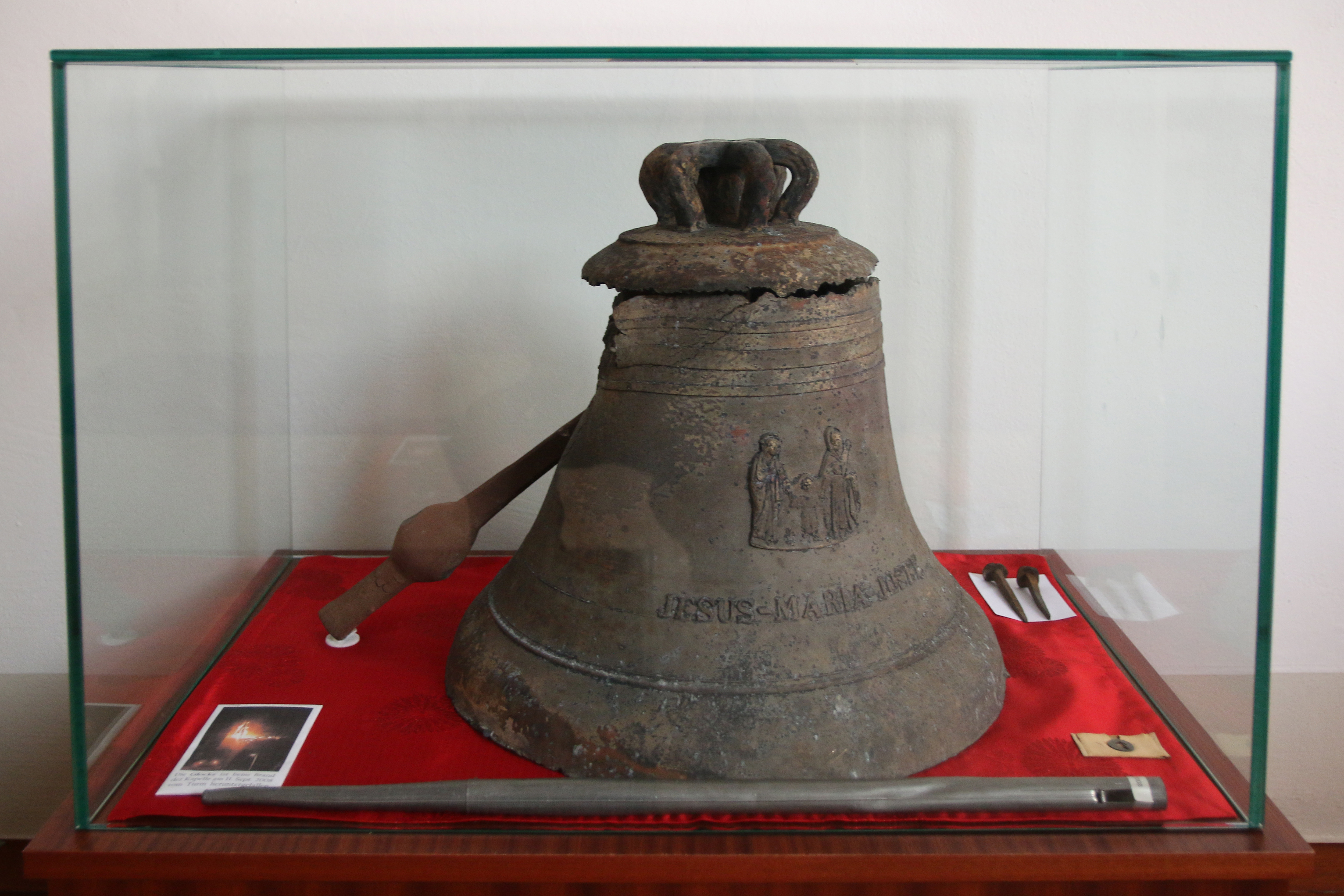
Die bei dem Brand von 2008 zerstörte Glocke

## Denkmalschutz
Der Altbau des Kemperhofs von 1851 mit der Kapelle St. Josef ist ein geschütztes Kulturdenkmal nach dem Denkmalschutzgesetz (DSchG) und in der Denkmalliste des Landes Rheinland-Pfalz eingetragen. Er liegt in Koblenz-Moselweiß in der (bei) Koblenzer Straße 115 – 157.